# Brahmeswara
Brahmeswara hram ili Brahmešvarin hram u Bubanešvaru, u Orissi, je najraniji monumentalni hinduistički hram u Indiji. Podignut je krajem 9. stoljeća i bogato je izrezbaren iznutra i izvana.
Brahmeswara je izgrađen tradicionalnim arhitektonskim metodama koje potječu iz rezbarenja drveta, ali primijenjene na gradnju od kamena. Građevine su građene u obliku pune piramide koja je potom izdubljena iznutra da se dobiju prostorije, a izvana izrezbarena kako bi se ukrasila.
Na zidovima od pješčenjaka nižu se simbolični ukrasi i predodžba božanskog lika koji sve više dolaze u središte obrednog bogoštovlja, a na višoj razini pomažu u meditaciji. Kipovi u izrazito erotskim pozama simboliziraju blaženstvo sjedinjenja s božanskim.
Osnovna komponenta orissanskog hrama sastoji se od dvije spojene zgrade unutar ogradnog zida. Manja je jagamohan ili skupštinska dvorana (u obliku predvorja sa stupovima koje gleda na Istok), dok se iza nje nalazi sikhara ili visoko uzdignuto svetište (u obliku zaobljenog tornja). Kasniji hramovi imaju dvije dodatne dvorane s prednje strane, jednu za ples, a drugu za goste. Ovaj nacrt će postati osnovom sjevernoindijskih hramova, dok su hramovi na jugu imali oblik teresaste piramide.
Nekoć je u Bhubaneswaru bilo sedam tisuća hinduskih grobnica, iz razdoblja između 8. i 12. stoljeća, koje su okruživale Nbindu Sarovar, sveto umjetno jezero. Danas ih ima pet stotina.

## Poveznice
- Indijska umjetnost
- Indijski hram
- Kandariya Mahadeva
- Rajarajeshvara
- Borobodur
- Angkor Wat